# В буйной слепоте страстей
«В буйной слепоте страстей» (1915) — русский немой художественный фильм Чеслава Сабинского. Вышел на экраны 19 января 1916 года. Фильм не сохранился.

## Сюжет
Главный герой, влюбившись в замужнюю женщину, пытался убить её мужа, но по ошибке убил своего брата. Призрак убитого брата начал посещать убийцу. Убийца стал алкоголиком, допился до белой горячки, упал со второго этажа, и так несчастливо, что разбился насмерть.

## Критика
Обозреватель «Проектора» отметил актёрскую игру («Мозжухин создал яркий художественный образ неврастеника — опустившегося, стоящего на грани идиотизма, у которого единственная былая страсть — любовь к женщине — приняла форму умопомешательства»), раскритиковал сценарий картины («вместо нормальных человеческих страстей пьеса даёт нам их клиническую форму»), однако в целом назвал фильм «вполне приемлемым», а постановку — безупречной, указав, что игра Мозжухина искупает некоторые слабые стороны картины («отсутствие движения в первом акте, скучноватые сцены репетиции и др.»).

## Художественные особенности
Явление призрака достигалось применением двойной экспозиции.

## Интересные факты
Сценарий фильма был написан специально для того, чтобы дать возможность Мозжухину продемонстрировать клиническую картину нарастающего безумия.